# Volkswagen Transporter
Il Volkswagen Transporter è un autoveicolo commerciale leggero per il trasporto di merci o persone prodotto dalla casa automobilistica tedesca Volkswagen, in varie serie, a partire dal 1949.
Con il nome Transporter, in realtà, s'identifica un gruppo particolarmente eterogeneo di veicoli. Si può, tuttavia, operare una distinzione fondamentale fra le prime tre serie, T1 o Split, T2 o Bay e T25 (in Italia meglio noto come T3), di derivazione Maggiolino, con trazione posteriore e motore a sbalzo sul retrotreno e le generazioni successive (T4, T5 e T6) con trazione anteriore e motore anteriore.
Con il passare degli anni e dei modelli la denominazione dei pulmini è cambiata: fino agli anni settanta i modelli VW venivano identificati con Typ1 (Maggiolino), Typ2 (pulmino), Typ3 (berlina, coupé, Variant e Karmann Ghia tipo 34); dagli anni novanta si è passati alla denominazione con il numero che evidenzia la serie, diventando così T (Transporter) dalla 4ª versione in poi. La convenzione che evidenzia tutte le versioni dall'inizio della produzione ad oggi si basa partendo dalla semplice T (Typ2 identifica il pulmino, la sola T la versione) per le prime serie, sulla tipologia del parabrezza Split T1 (diviso) e Bay T2 (panoramico); la 3ª serie viene identificata come T25  (codice di produzione VW), e dalla 4ª serie si passa ad identificarli come Transporter 4 (T4) e Transporter 5 (T5). In realtà le denominazioni Split e Bay vennero coniate nel mondo anglosassone, e sono totalmente sconosciute ed inutilizzate nella madrepatria Germania, dove invece il T1 è denominato Bulli.

## T1 SPLIT (1950-1967)

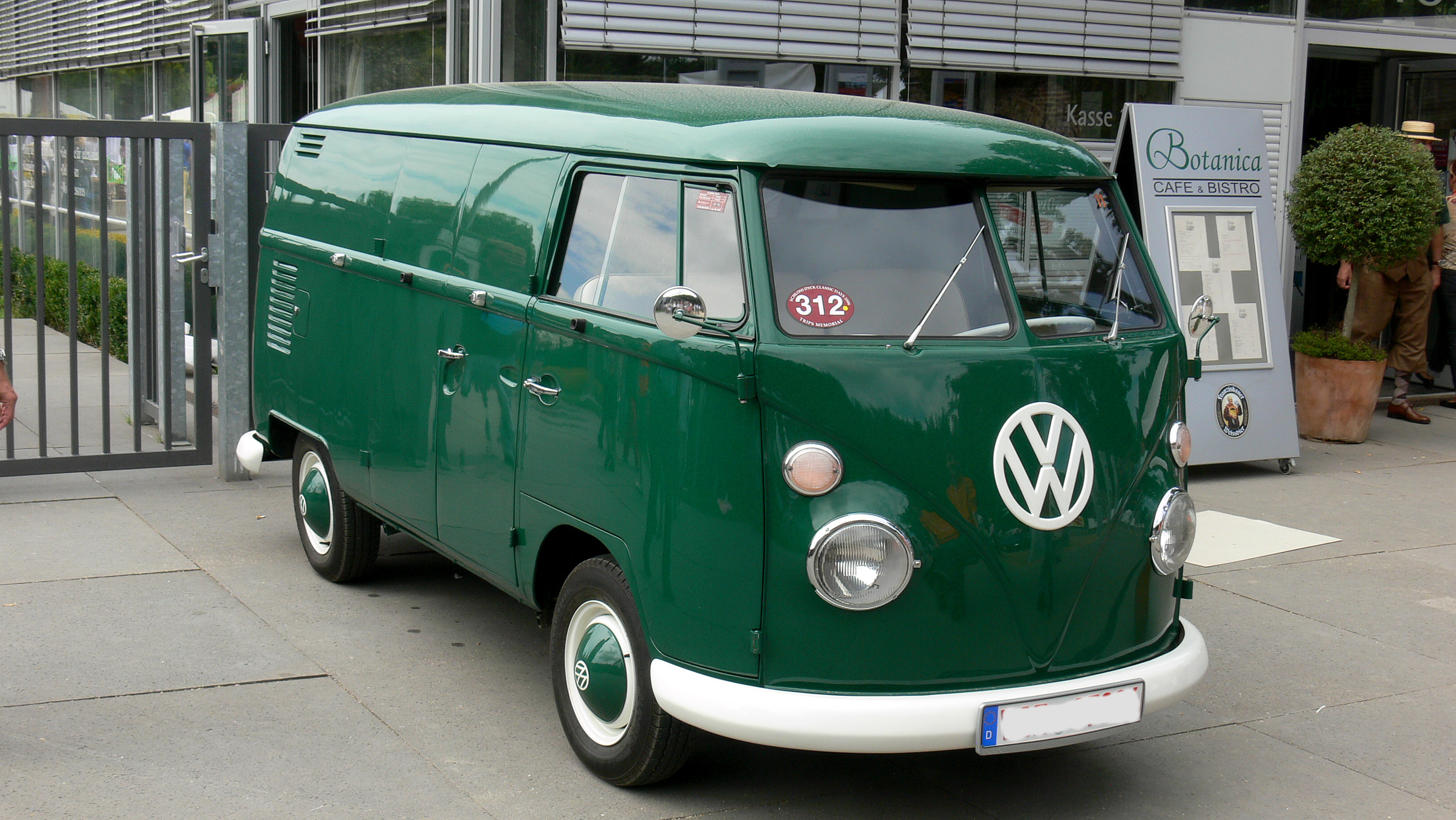
Un Transporter T1 Split

Nella primavera del 1947 Ben Pon senior, l'importatore olandese della Volkswagen, in visita agli stabilimenti di Wolfsburg, vide un curioso carrello allestito, sulla base del Maggiolino, per trasportare i materiali pesanti da un reparto all'altro della fabbrica. Questa "visione" gli fece balenare l'idea di proporre alla casa la produzione di un veicolo commerciale.
Poco tempo dopo abbozzò, su un block notes, uno schizzo da sottoporre a Nordhoff (l'allora numero 1 di Volkswagen). Da quello schizzo, sulla base del Maggiolino (l'unica meccanica prodotta dalla Casa all'epoca), nacque il progetto Typ 1, che sfociò, il 12 novembre del 1949, nel Transporter Typ1. A causa di alcuni problemi progettuali (bisognava rinforzare il telaio a piattaforma per consentire un'adeguata capacità di trasporto e una soddisfacente rigidità torsionale) le consegne del Transporter iniziarono solo nel marzo del 1950.
Dotato in origine del medesimo 4 cilindri boxer raffreddato ad aria di 1131 cm³ da 25 cv, seguì tutte le evoluzioni tecniche del Maggiolino (comprese le variazioni di cilindrata a 1192, 1285 e 1493 cm³).
Il successo fu subito enorme, grazie alle doti di robustezza, semplicità e versatilità del Transporter T1 (che gli utenti di lingua tedesca iniziarono a chiamare affettuosamente "bulli").
Il veicolo divenne un mito generazionale quando le versioni Samba (bicolore con tetto apribile e vetri ovali sul tetto) e Westfalia (camper), lanciate tra gli ultimi anni cinquanta e i primi anni sessanta, divennero i mezzi di trasporto ideali di Hippie e figli dei fiori, tanto in Europa quanto nella West Coast Californiana.
Il T1 venne prodotto fino al 1967 in quasi 1.800.000 esemplari.
Tra il 1951 e il 1967, venne prodotta una versione panoramica con 23 finestrini e tettuccio apribile. Originariamente pensata per ammirare le Alpi svizzere, ebbe successo in Nord America con il nome "Deluxe Microbus with Samba package".
Oggi, per meglio distinguerlo dai modelli successivi, viene definito anche Split, contrazione di Splitscreen, per individuare il caratteristico parabrezza diviso in due vetri. Si tratta, comunque, di una denominazione di origine americana che non viene utilizzata nella madrepatria Germania.

## T2 BAY (1968-1979)

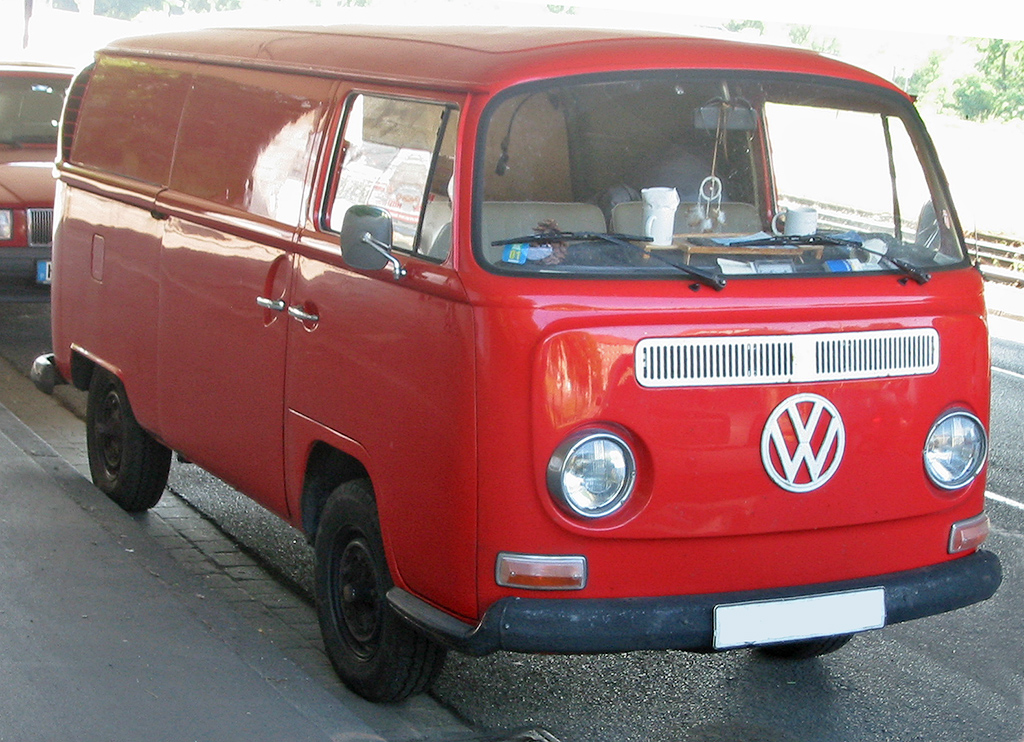
Un Transporter T2 Bay

Il successore T2 fu introdotto nel 1967. Il concetto progettuale del modello precedente venne mantenuto, ma telaio e carrozzeria vennero pesantemente modificate. Il nuovo modello aveva la cabina di guida più confortevole con parabrezza in un unico pezzo e dal 1972 anche una diversa scatola dello sterzo, Il cruscotto, con vano portaoggetti, era più grande e disponeva di bocchette di ventilazione. La porta scorrevole laterale era di serie.
Dall'agosto 1967 tutti i T2 vennero dotati di un sistema frenante a doppio circuito e dall'agosto 1970 di freni a disco sull'asse anteriore. L'anno successivo fu aggiunto alla gamma un motore più potente, da 1,7 litri con 66 CV (49 kW), che dal 1972 poteva essere equipaggiato anche con un cambio automatico a tre velocità. A partire dal 1974, il telaio venne rinforzato e il carico utile massimo venne incrementato a 1,2 tonnellate. Dal 1975 fino al 1979, il T2 fu offerto con due motori da 1,6 e 2 litri.

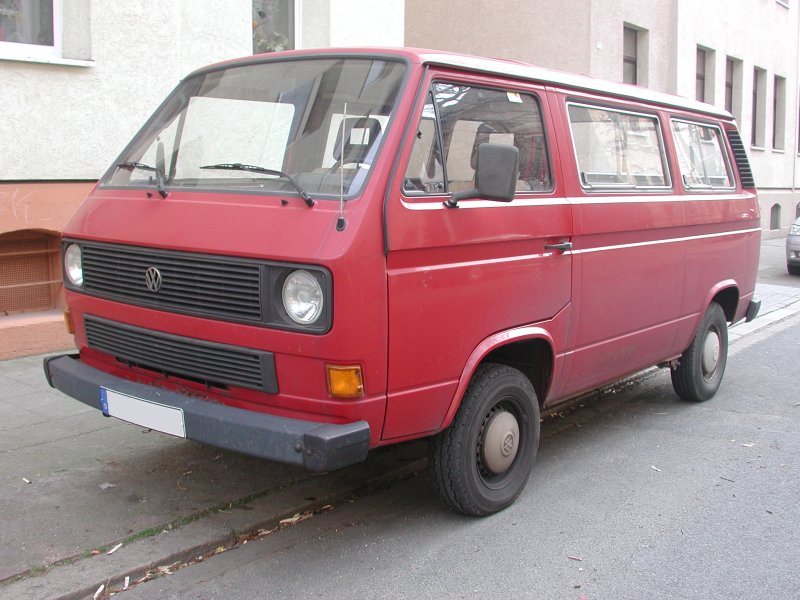
Un Transporter T25

## T25/T3 (1979-2002)
Il Transporter T3 (T25 nel Regno Unito) o Vanagon negli Stati Uniti, è stato introdotto nel 1979 ed è stata una delle ultime Volkswagen a utilizzare un motore raffreddato ad aria. Il motore Volkswagen raffreddato ad aria fu sostituito da un motore boxer raffreddato ad acqua (sempre montato posteriormente) nel 1983. Rispetto al suo predecessore, il T3 era più grande e più pesante, con un design squadrato.

## T4 (1990-2004)

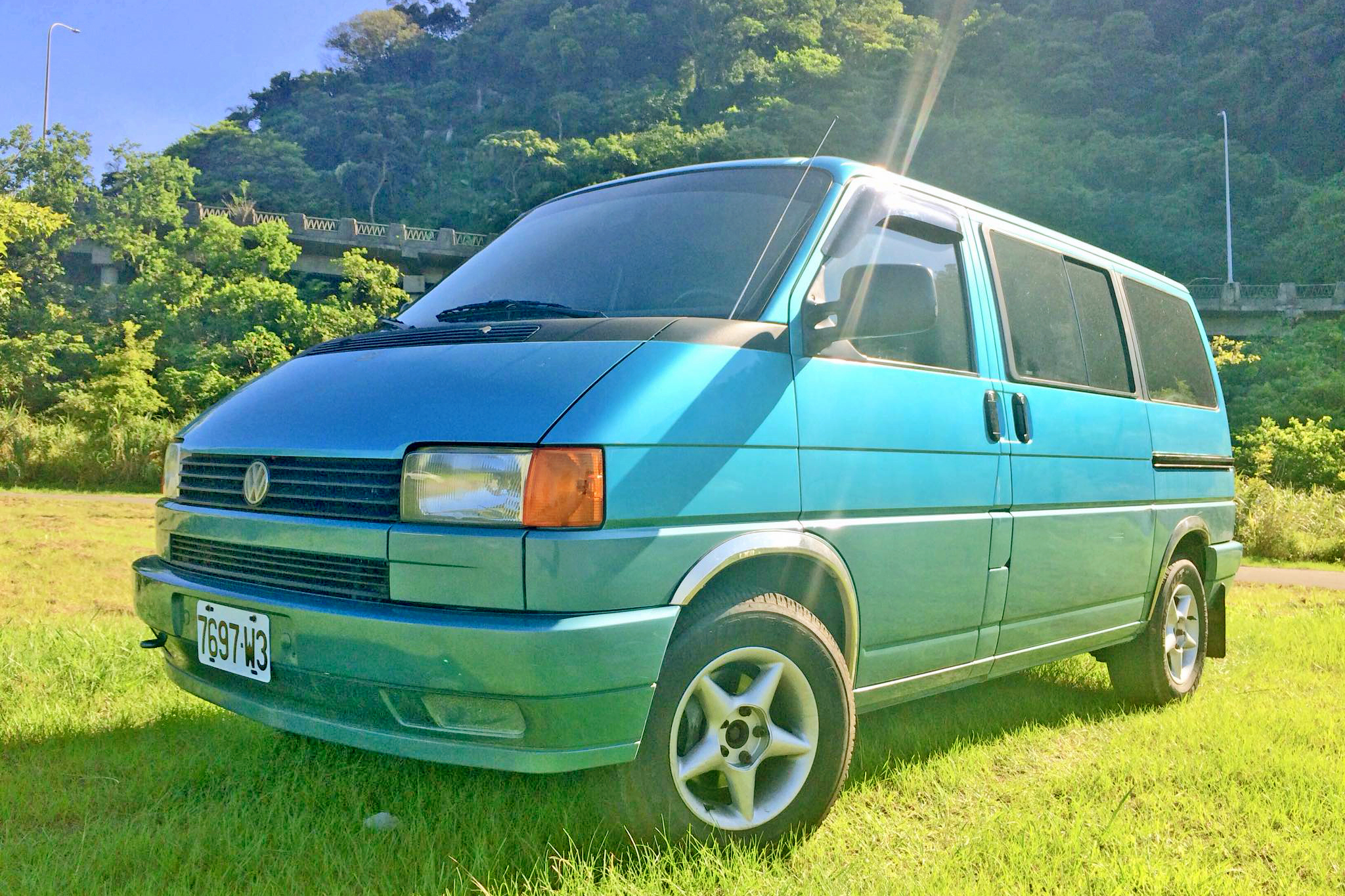
Volkswagen T4 Made in Taiwan Version

La versione T4 del Transporter viene commercializzata a partire dal 1990 fino al 2003. Nel mercato nordamericano e in Messico si chiama Eurovan.
Il Volkswagen Transporter T4 esordisce nel 1990 come sostituto del T25. L'evoluzione rispetto al modello precedente è notevole: Il motore posteriore viene definitivamente abbandonato, adottando anche la ormai più convenzionale trazione anteriore. Grazie al motore montato in posizione anteriore, (schema "tutto avanti"), il T4 è stato declinato in due versioni di passo, rispettivamente 2920 mm e 3320 mm. Disponibile sia con cambio manuale che automatico.

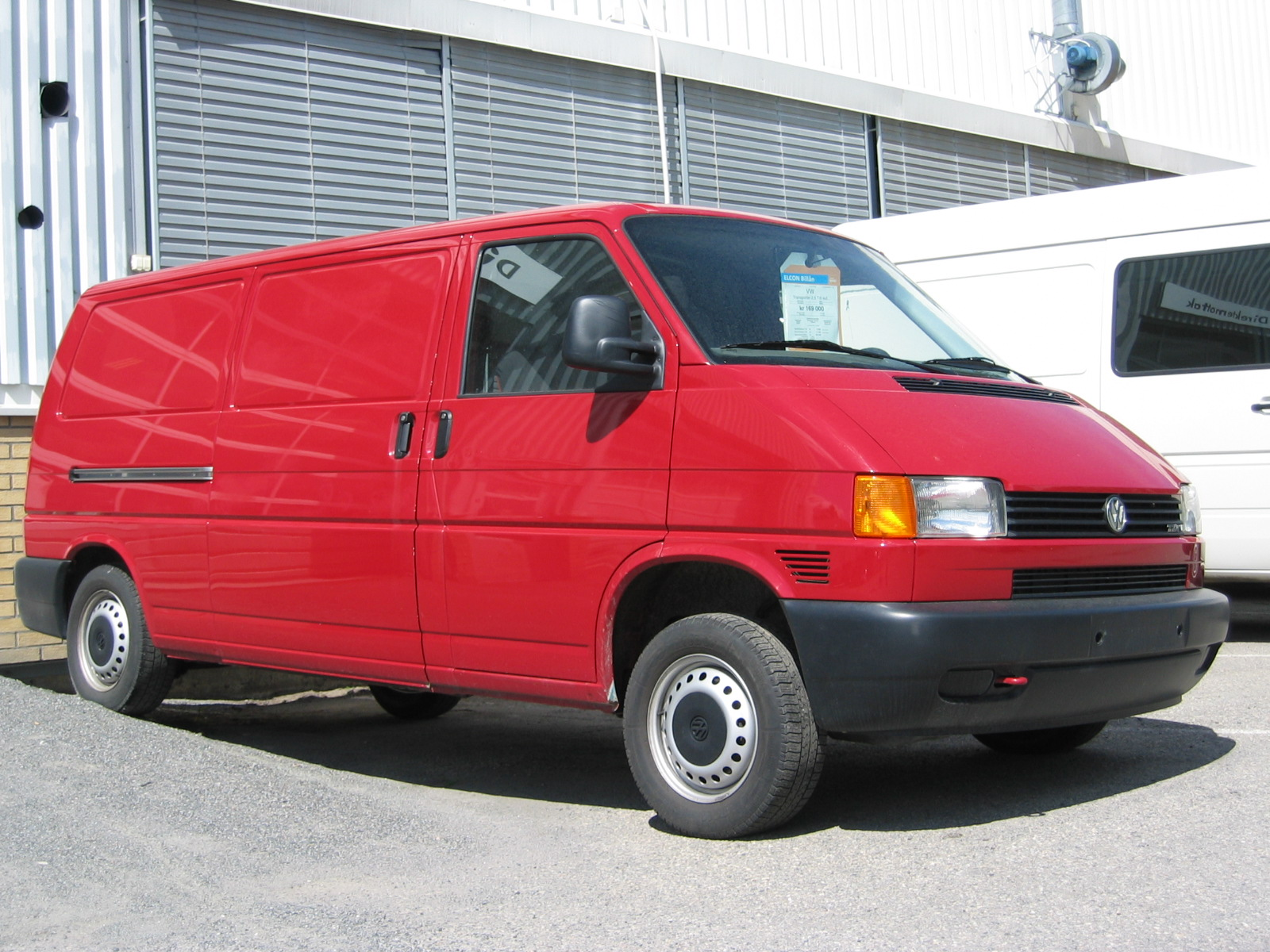
Un Transporter T4

Fin dal lancio il T4 è stato offerto in svariate versioni: i Transporter cabina e doppiacabina (passo lungo), Transporter commerciale e finestrato, Caravelle per trasporto persone, Multivan e naturalmente le versioni per il tempo libero Westfalia Multivan e Westfalia California. Anche per il T4 era disponibile la versione Syncro (trazione integrale), con schema ovviamente invertito rispetto al T25, e bloccaggio differenziale opzionale solo al posteriore.
Al lancio, erano disponibili i seguenti motori: un 2.0 Benzina, un 1.9 Diesel, un 1.9 Turbodiesel e un 2.4 Diesel aspirato. Nel 1992 il veicolo fu eletto International Van of the Year.
Nel 1996 il T4 si concede un restyling, concentrato soprattutto nel frontale: muso più lungo, fari e mascherina aggiornati. Alcune modifiche anche ai motori. Viene introdotto il 1.9 Tdi e il 2.4 diesel aspirato viene sostituito con il 2.5 Tdi, declinato a vari livelli di potenza. Per i benzina, arriva il nuovo 2.5 e, grazie al nuovo frontale, può ospitare ora il motore VR6 2.8. Tale motorizzazione viene condivisa con Mercedes nella variante V6 del Vito.
Il T4 è stato in produzione per 13 anni, prima di essere sostituito dall'aggiornato T5.

## T5 (2003-2015)

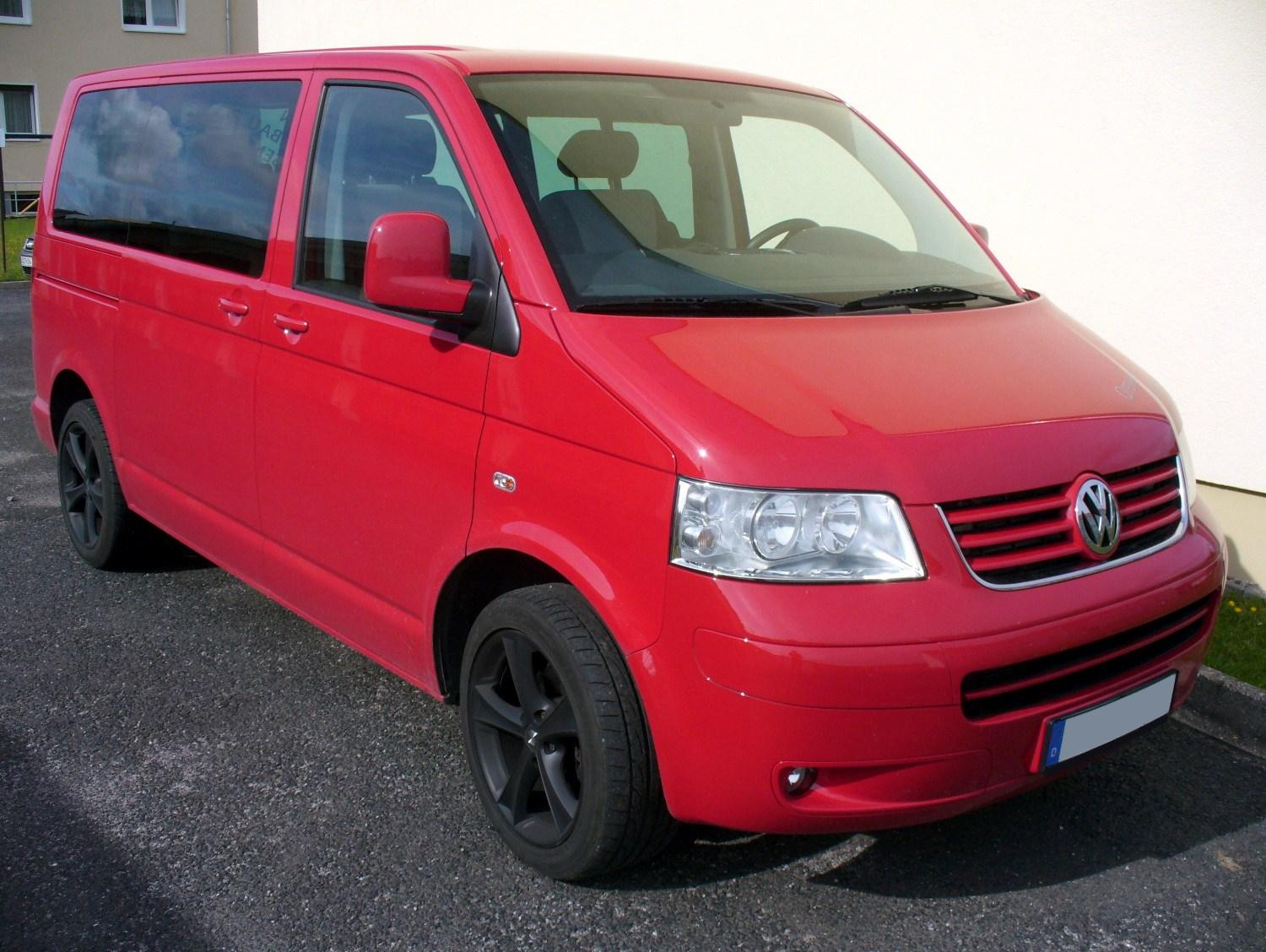
Un Transporter T5

Il Transporter T5 debutta in Europa alla fine del 2003. In Messico viene venduto come Volkswagen Eurovan, mentre non è disponibile in Canada e negli Stati Uniti d'America, dove Volkswagen offre la monovolume Routan, derivata dal Chrysler Voyager.
Nel 2014 il T5 venne sostituito dal T6.

## T6 (2015-)

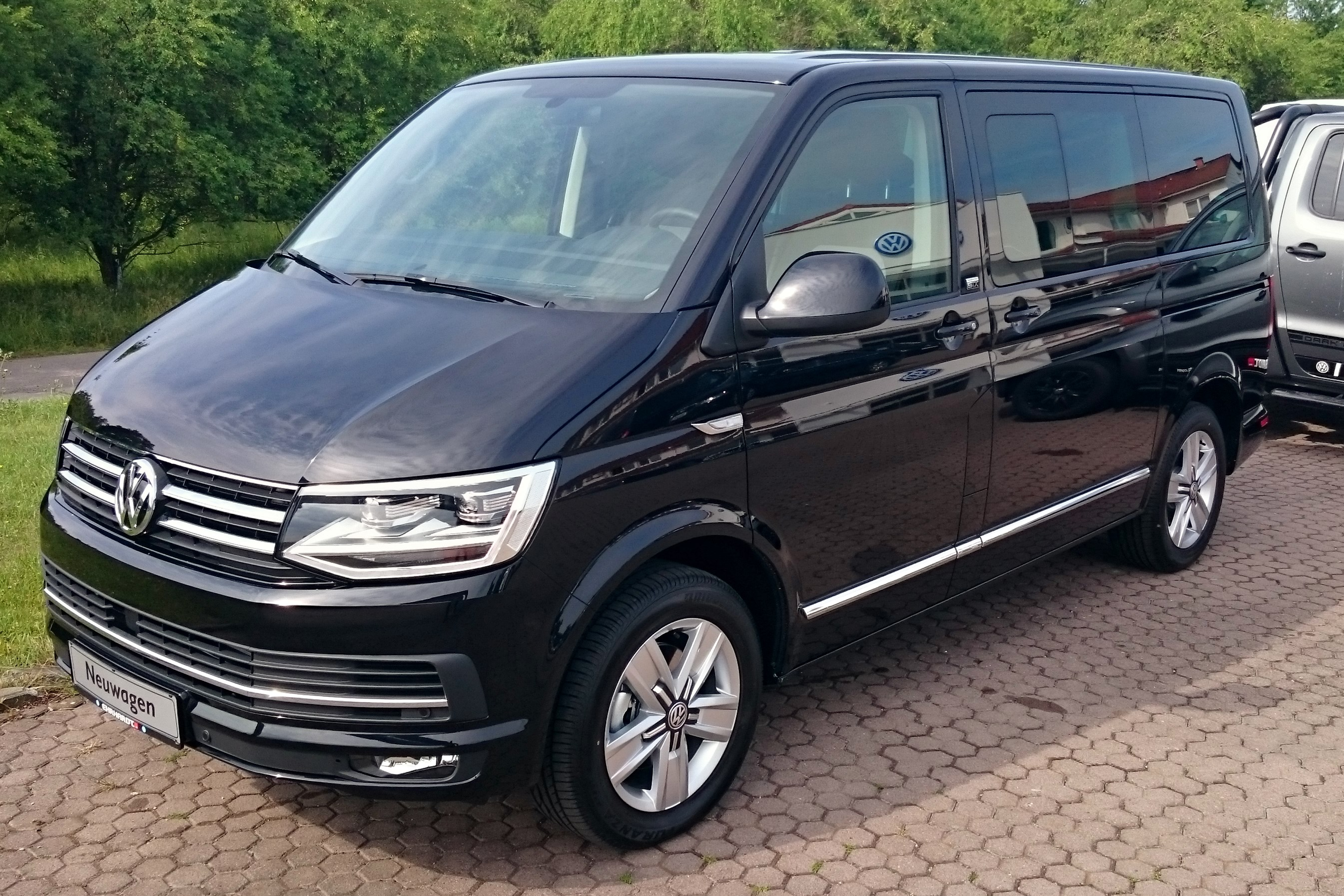
Un Transporter T6

Il Transporter T6 fece il suo debutto nel 2014. Si tratta di una versione ampiamente rimaneggiata del T5, con nuovi interni di concezione più automobilistica, adozione di fanali full led sulle versioni più costose, passaggio al quadro strumenti completamente digitale come nelle contemporanee Tiguan e Passat. La meccanica viene rivista ed adottati solo motori Euro 6. La parte centrale della scocca, incluse le portiere, rimangono invece invariate. Non è una novità in casa Volkswagen dare un nome nuovo a un modello che in realtà è un profondo restyling della versione precedente, come già avvenuto con le Volkswagen Golf V e VI e con le Volkswagen Passat VI e VII.
Nel 2020 c’è stato un ulteriore restyling denominato T6.1, nel quale sono stati coinvolti gli interni e alcuni piccoli dettagli della carrozzeria.
Sulla base del T6, nel 2017 gli ingegneri della Volkswagen crearono una concept car chiamata Multivan o precisamente "Bulli 70 anni" per celebrare il settantesimo anniversario della nascita del primo Transporter (T1 Split) avvenuta nel 1949.

## Hippie van

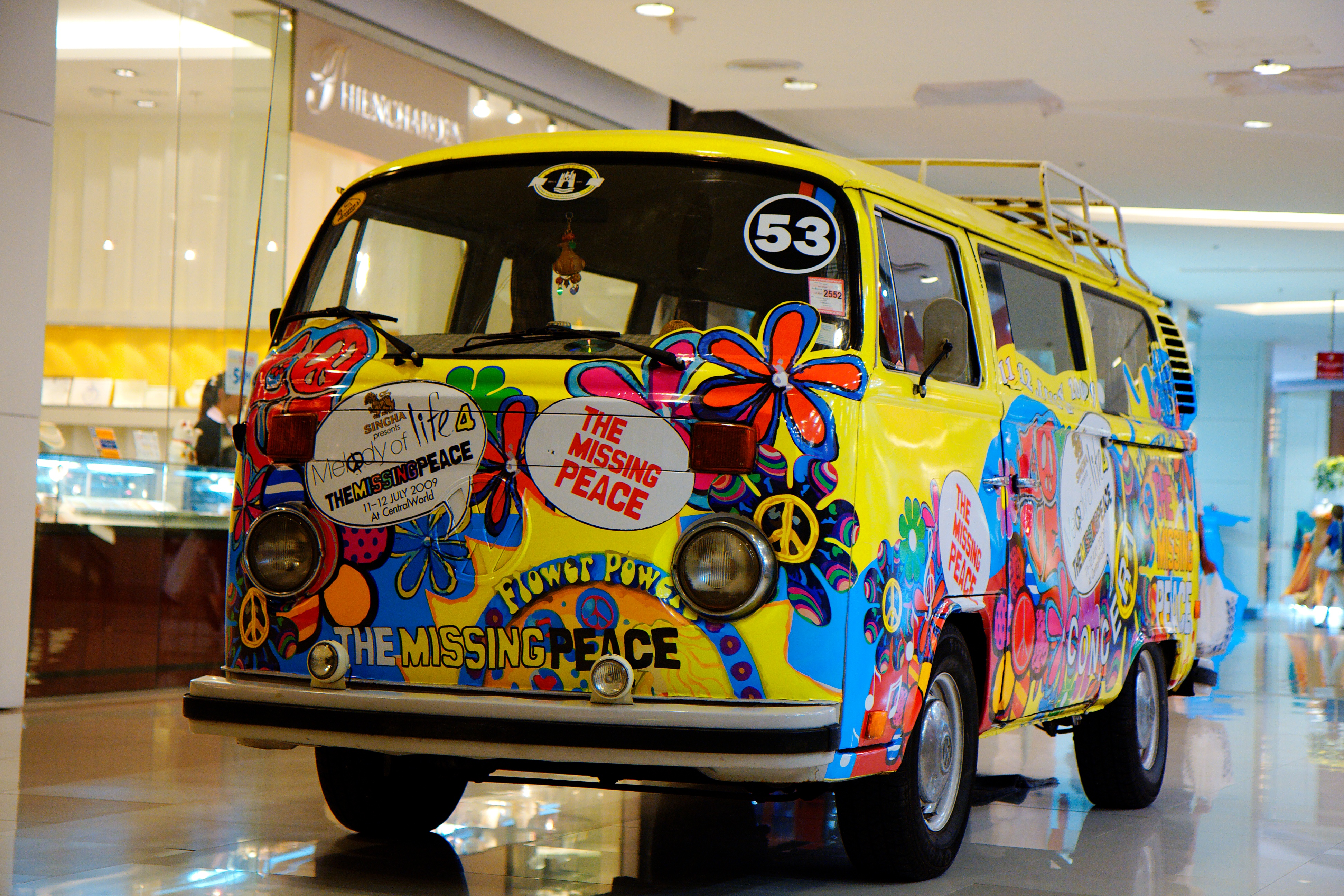
Volkswagen T2 (verniciato stile Hippie)

Il Transporter Type 2 divenne popolare nella controcultura degli anni 1960, grazie alla sua capacità di trasportare molti passeggeri pur essendo economico e di facile manutenzione. Il suo abitacolo era semplice ma spazioso grazie soprattutto al motore montato posteriormente, andando a porsi in contrapposizione con le grandi berline e station wagon dell'epoca, conferendo al furgone un'immagine alternativa e ribelle. I furgoni erano spesso dipinti con disegni stravaganti e con colorazioni vivaci, che li facevano risaltare ancora di più sulla strada. Il "furgone hippie" viene considerato un'icona, grazie anche alla sua presenza sulla copertina di album di musicisti come Bob Dylan e i Beach Boys,.